# Kartitsch
Kartitsch község a Tirol szövetségi tartományhoz tartozó Kelet-Tirolban, Lienz kerületben, a Gailbach patak völgyében (Tiroler Gailtal), a Karni-Alpok és a Lienzi Dolomitok között, a B-111 sz. szövetségi főút mellett, a kerület székhelyétől, Lienztől 34, a karintiai Kötschach-Mauthentől 44, Budapesttől 640 km-re. Lakosainak száma 856 fő (2010. január 1-i adat).

## Fekvése
Kartitsch a tiroli Gail-völgyben (Tiroler Gailtal) fekszik. Ez Kelet-Tirol legmagasabban fekvő völgye, a Gail-patak (Gailbach) felső folyása. Az ausztriai Puster-völgyben (Pustertal) futó B-100 sz. (Dráva-völgyi) szövetségi főútról keleti irányban Strassennél (Tassenbachnál) kelet felé letérve, egy erős terepugrás szerpentinútján felkapaszkodva jutunk a Gail-völgy nyugati végéhez, amely magasan a Puster-völgy fölött fekszik. Itt torkollik a Gailbach patak a Puster-völgyben folyó Drávába. Innen emelkedik kelet-délkelet felé a tiroli Gail-völgy, amelyben a B-111 sz. szövetségi autóút fut kelet felé. Kartitsch község itt található, házai a völgy mindkét oldalára felkapaszkodnak. Kartitschtól keletre a patakvölgy felső végét keleten az 1525 m magas Kartitschi-nyereg (Kartitscher Sattel) zárja le.
A Kartitschi-nyereg keleti oldalán a völgy és B-111 út kelet felé lejt. Obertilliach község közelében ered a völgy névadója, a Gail folyó, amely a karintiai Lesach-völgy (Lesachtal) mély szurdokában folytatja útján kelet felé, Kötschach-Mauthenen  és Hermagoron keresztül messze keleten, Villachnál ömlik a Drávába. A B-111. sz főút a Gail-folyót követi. Kötschach-Mauthen elágazásnál észak felé vissza lehet térni a B-100 sz. (Dráva-völgyi) főútra, vagy dél felé fordulva át lehet kelni az 1357 m magas Plöcken-hágón az olasz Dolomitok felé.
A tiroli Gail-völgy (és annak keleti folytatása, a Lesach-völgy is) az osztrák–olasz államhatárral párhuzamosan halad. A völgyet két hegylánc fogja közre: északon a Lienzi-Dolomitok (Lienzer Dolomiten), délen a Karni-Alpok (németül: Karnische Alpen, olaszul: Alpi Carniche), amelynek főgerincén fut az államhatár.
A Kartitsch községet közrefogó szomszéd települések Ausztriában: északnyugaton Abfaltersbach, Anras és Heinfels , nyugaton Sillian és Strassen (valamennyi a Puster-völgyben), keleten Obertilliach (a Gail-völgyben). Szomszéd községek Olaszországban: délkeleten Comelico Superiore és San Nicolò di Comelico (Veneto régióban), délnyugaton Sexten (Dél-Tirol régióban).
A Karni-Alpok főgerincén körülbelül Kartitsch fölött található a mai államhatárnak az a pontja, az Obstansi-nyereg (Obstanser Sattel), ahol az 1919-ben elcsatolt Dél-Tirol tartomány és a már 1866-ban elveszített Veneto tartomány (a mai olaszországi régió) közös határvonala metszi a mai osztrák–olasz határ vonalát. E „hármashatártól” nyugatra fekvő (tiroli) határszakaszt az első világháború után az 1919-es saint-germaini békeszerződésben húzták meg. Az ettől keletre húzódó (venetói) határszakaszt az 1866-os porosz–osztrák–olasz háborút lezáró bécsi békeszerződésben határozták meg. Az első világháborúban az államhatár a hegygerinceken húzódott, ennek ma is számos emléke látható a hegyekben (erődök, futóárkok, katonatemetők), de a venetói határszakaszt az 1919-es saint-germaini békeszerződés nem érintette.
A Veneto–Dél-Tirol–Kelet-Tirol „hármashatár” mellett emelkedik a hegylánc legmagasabb pontja, a 2678 m magas Pfannspitze (Cima Vanscuro) és a 2599 m magas Porze (Monte Palombino), alattuk az Obstansi-tó (Obstansersee). 1915–16-ban a hegy olasz oldalán a Kreuzberg-hágó körüli csúcsokért folyó magashegyi harcok átcsaptak az Obstansi-nyeregbe is (itt magyar katonasírok is találhatók).

## Politika, lakosság, gazdaság
Kartitsch címerének leírása: Kék mezőben emelkedő arany holdsarló. Ez a címer a kartitschi Wiser nemzetség ősi címere alapján készült, ez a család a legrégebbi fegyverforgató és címerviselésre jogosult nemzetség volt ebben a községben. III. Frigyes császár 1465-ben adományozta ezt a holdsarlós címert Hans és Jakob Wisernek.
A községi elöljáróság jelenleg 11 tagból áll. A 2010-es községtanácsi választások során ebből 4 helyet a Kartitsch jövőjéért (Zukunft Kartitsch) egyesület, 3 helyet független helybeli lakosok, 3 helyet a Tiroli Parasztszövetség (Tiroler Bauernbund) és 1 helyet a Tiroli Gazdasági–Idegenforgalmi Szövetség (Tiroler Wirtschaftsbund / Wirtschaft + Tourismus) szervezet nyert el.
A lakosság lélekszáma 2005. december 31-én 878 fő volt, 2010. január 1-jén 856 fő.
A lakosság mezőgazdaságból és idegenforgalomból szerzi jövedelmét, a faluban számos szálloda, vendégszoba és hegyi turistaház működik. A változatos környék alkalmas könnyű családi túrákra, és kemény alpesi hegymászásra is. Sífutópályákat is építettek. A látogatók 2003-ban 84 000 vendégéjszakát töltöttek Kartitschban.

## Látnivalók
- Szent Leonárd plébániatemplom (Pfarrkirche St. Leonhard): Gótikus stílusban épült, 1479-ben szentelték fel. A fennmaradt hagyomány szerint Leonhard, Görz utolsó grófja, akinek nyári rezidenciája a közeli Puster-völgyben, Heinfels várában volt, jelentős összeggel segítette az építkezést. A nagy méretű főoltár 1761–1763-ból való. 1830-ban késő klasszicista stílusban átépítették. A festményeket Christof Brandstätter kartitschi festőművész készítette.
- Miasszonyunk templom (Kirche zu Unserer lieben Frau): Hollbruck településrészben található. 1680–1685-ben épült plébánia- és zarándoktemplomnak, tiszta korai barokk stílusban. Stukkódíszítéseit Georg Holzmeister készítette, Gallus Apeller innsbrucki műhelyében.
- Számos túracél kínálkozik a környező hegyekben. Egy példa: Kartitsch-Winkel településrészből indulva mászható meg a déli (Karni-Alpok) oldalán a 2300 m magasan fekvő Obstansi-nyereg, itt van az Obstansi-tó nevű kis tengerszem (Obstanser See), és menedékház (Obstansersee-Hütte). A menedékház mellett egy szépen gondozott, első világháborús apró katonatemető található, osztrák és magyar katonasírokkal. A főgerincre felkapaszkodva az olasz államhatárra jutunk, itt a világháborús arcvonalból megőrzött erődítmények és fedezékek láthatók, és szép kilátás nyílik a Sexteni-Dolomitokra, az olasz oldalon.[4]

## A község szülöttei
- Tanja Schneider (* 1974) osztrák sífutónő, a TSU Kartitsch síklub versenyzője.

## Külső hivatkozások
- Kartitsch község hivatalos honlapja.
- Kartitsch oldala a Puster-völgy (Pustertal) honlapján.
- Kartitsch.com idegenforgalmi honlap.
- Geschichte-Tirol: Kartitsch
- Kartitsch az AEIOU Ausztria Enciklopédiában.
- A Karni-Alpok és a magashegyi túraút (Karnischer Höhenweg) honlapja.